# Cubophis cantherigerus
Cubophis cantherigerus — вид змій родини полозових (Colubridae). Мешкає на Кубі та на Багамських Островах.

## Підвиди
Виділяють чотири підвиди:
- Cubophis cantherigerus adspersus (Gundlach & Peters, 1864) — крайній схід Куби (Гуантанамо);
- Cubophis cantherigerus cantherigerus (Bibron, 1843) — західна Куба і сусідні острови, зокрема Ісла-де-ла-Хувентуд, банка Кей-Сал[en];
- Cubophis cantherigerus pepei (Schwartz & Thomas, 1970) — північний схід Куби (узбережжя провінцій Ольгін і Гуантанамо);
- Cubophis cantherigerus schwartzi (Lando & Williams, 1969) — центральна і східна Куба (на схід від Санкті-Спіритус).

## Поширення і екологія
Cubophis cantherigerus мешкають на Кубі та на сусідніх островах, зокрема на островах банки Кей-Сал в групі Багамських островів. Вони живуть в тропічних лісах, на морських узбережжях, на плантаціях, в парках і садах. Живляться амфібіями, ящірками, зміями і гризунами. Відкладають яйця.